# BBS (entreprise)
Pour les articles homonymes, voir BBS.
BBS (BBS GmbH ) est une compagnie allemande créée en 1970 qui fabrique et commercialise principalement des jantes en alliage d'aluminium pour l'automobile.
Les jantes BBS reprennent souvent le style original des roues à rayons qu'on trouvait sur les voitures anciennes de luxe et de course.
BBS produit notamment des jantes pour la compétition automobile, elle fournit des équipes de Formule 1 pour lesquelles elle produit des jantes en alliage de magnésium forgé, très fines, résistantes et légères.
BBS serait officiellement en faillite le 16 juillet 2020 après que la maison mère Coréenne NICE ait décidé de se séparer de la marque. BBS serait donc en attente de repreneur.
Le 26 juillet 2024, BBS dépose le bilan pour la cinquième fois depuis 2007.

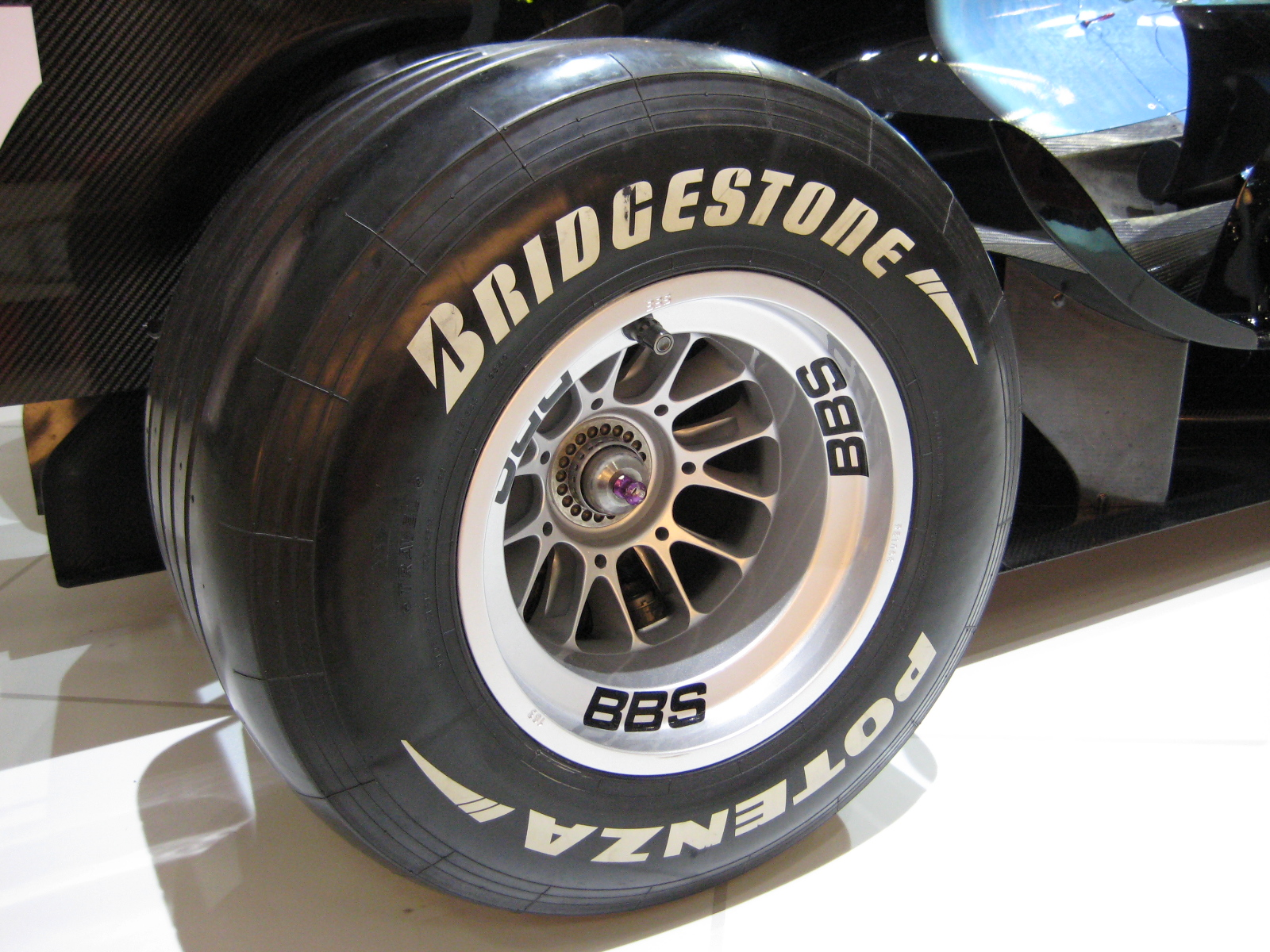
Une roue de Formule 1 avec jante BBS